# Publius Acilius Attianus
Publius Acilius Attianus est un haut chevalier puis sénateur romain, préfet du prétoire à la fin du règne de Trajan et au début du règne de Hadrien. Proche des deux empereurs, il joue un rôle prépondérant dans l'avènement d'Hadrien mais tombe ensuite en disgrâce.

## Biographie

### Origines
Il est né à Italica, en Bétique. La famille de Trajan est originaire de cette cité, qui est aussi le lieu de naissance de Publius Aelius Hadrianus Afer, et peut-être de son fils Hadrien,.
Sa famille est probablement descendante de colons italiens plutôt que d'indigènes.
Il devient membre de l'ordre équestre sous Vespasien. 

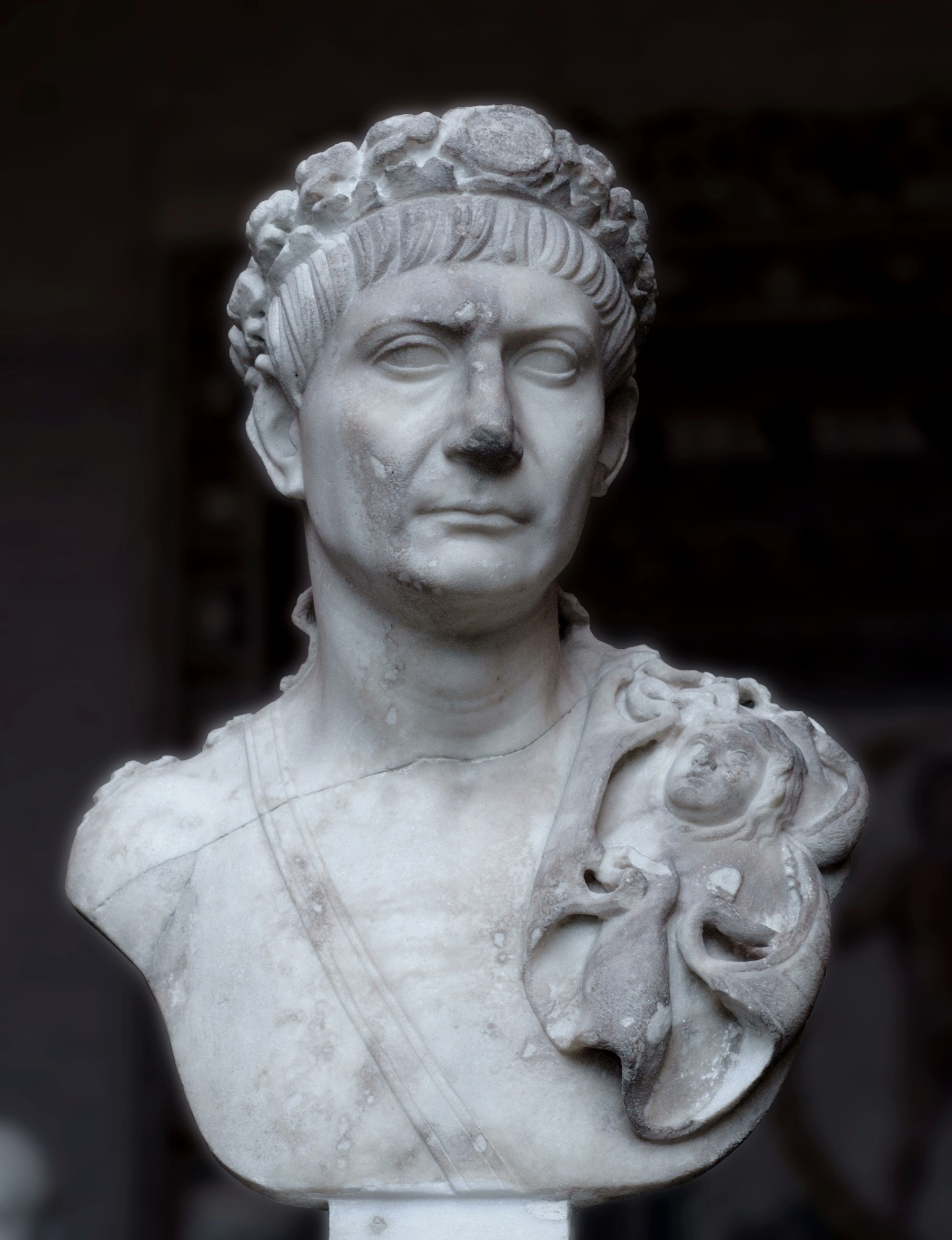
L'empereur Trajan (98 à 117).

Après la mort d'Afer en 86, Trajan et Attianus deviennent conjointement les tuteurs d'Hadrien,, alors âgé de 10 ans, et de sa sœur aînée Aelia Domitia Paulina. Cette dernière épouse vers 90 le futur triple consulaire Lucius Iulius Ursus Servianus,.
Il possède des domaines et une villa sur l'île d'Elbe, au large de l'Étrurie, où une inscription dédiée à Hercule a été retrouvée, ainsi qu'une résidence près de Préneste, lieu de villégiature prisé des riches romains dans le Latium, et garde probablement de fortes relations en Hispanie, sa terre d'origine.
On le sait ami et proche d'Hadrien, dont il a été le tuteur. Il fait partie, avec Lucius Licinius Sura, de ses soutiens lors de sa préture en 104,.

### Préfecture du prétoire
On ne sait rien d'autre de la carrière d'Attianus jusqu'à ce qu'il devienne préfet du prétoire à la fin du règne de Trajan, soit conjointement à Servius Sulpicius Similis, soit après que celui-ci a choisi quitter sa charge immédiatement après sa nomination vers 112-113. Acilius Attianus est alors l'un des fidèles de l'empereur, comme le montre cette désignation, et probablement l'un de ses plus proches conseillers.
On ignore exactement quand débute sa préfecture du prétoire, mais il l'est en 114 et l'est devenu peu de temps avant ou pendant la campagne contre les Parthes, c'est-à-dire entre 112 et 114. Attianus accompagne l'empereur dans ses campagnes en Orient, dont il intègre l'état major, aux côtés du général maure Lusius Quietus.

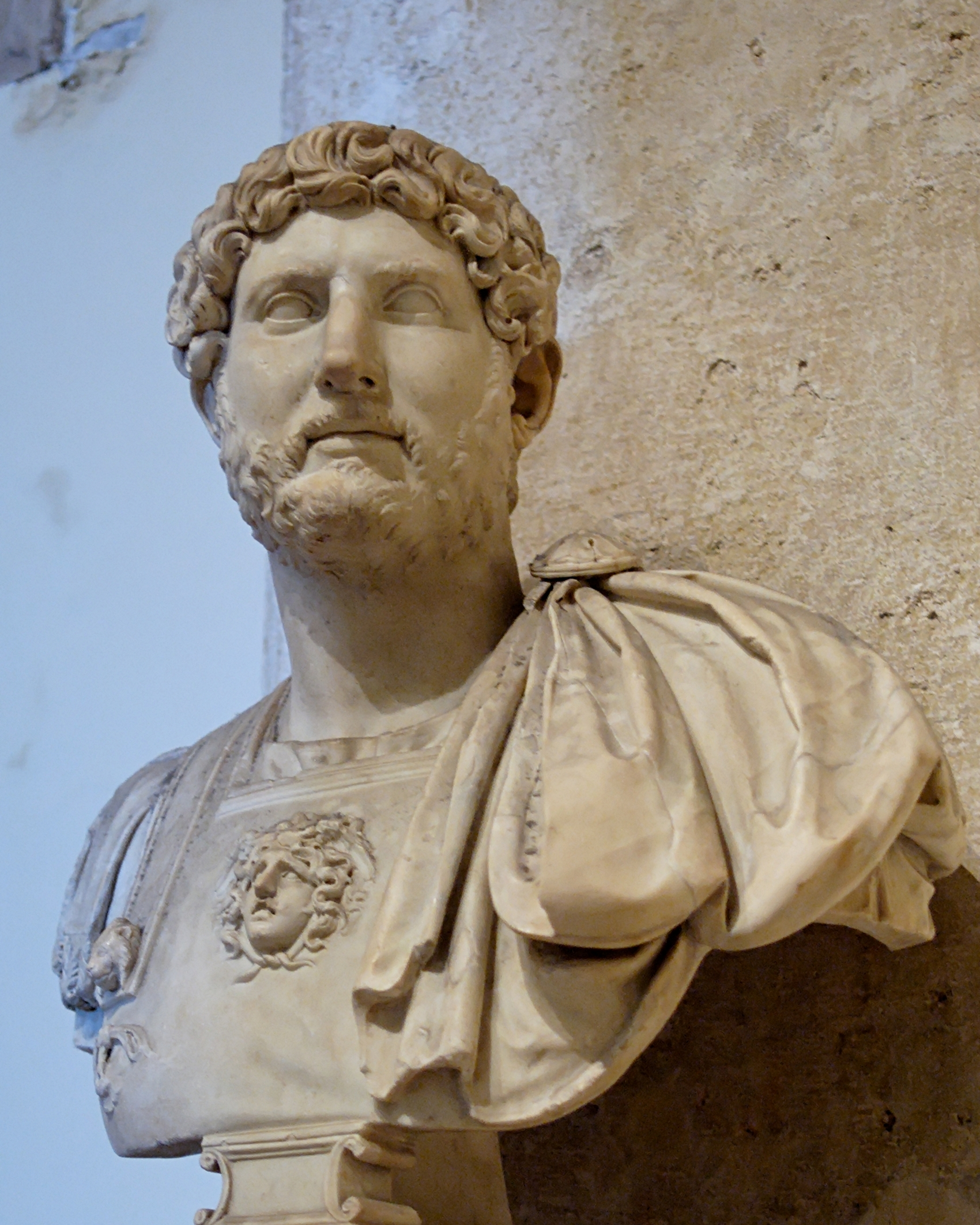
L'empereur Hadrien (117 à 138).

Il est présent à la mort de l'empereur Trajan en août 117, à Selinus, en Cilicie, et aide l'impératrice Plotine à régler la succession de son défunt époux : il est déclaré qu'Hadrien a été adopté et ce dernier est proclamé empereur. Il est possible qu'Attianus ait joué un rôle décisif dans ce choix. En effet, il est souvent présenté comme le principal artisan, aux côtés de l'impératrice, de l'adoption d'Hadrien réalisée dans des circonstances obscures, peut-être même après la mort de Trajan,.
Il s'attache ensuite à établir et consolider l'autorité d'Hadrien à Rome, peut-être même dans l’élimination physique de ses opposants. Il recommande la mort du préfet de Rome et de plusieurs exilés, il est sans doute le commanditaire de l'assassinat de Frugi Crassus, un banni qui a quitté son île d'exil sans autorisation, et peut-être de ceux de Aulus Cornelius Palma (consul en 99 et 109), Lucius Publilius Celsus (consul en 113), Caius Avidius Nigrinus (consul en 110 et gouverneur de la Dacie) et Lusius Quietus (l'un des principaux généraux de Trajan et gouverneur de Judée),,, suspectés d'avoir attenté à la vie du nouvel empereur ou d'aspirer au trône.
Ces exécutions ont lieu sur ordre du Sénat,. Hadrien, alors en Syrie, nie avoir ordonné les exécutions, de ces quatre sénateurs influents du règne précédent,.

### Disgrâce
Cependant, Hadrien, une fois légitimé à Rome, doit trouver son ex-tuteur trop encombrant et trop puissant. De plus, ces assassinats font beaucoup de tort à sa popularité. Les relations de l'empereur avec son préfet se détériorent. Hadrien gratifie alors Attianus des ornements consulaires et lui fait intégrer le Sénat : par cet « honneur », il l'oblige à se démettre de son poste de préfet du prétoire, réservé aux chevaliers,. Selon l'Histoire Auguste, Hadrien aurait même songé à le mettre à mort. Les nouveaux préfets sont Quintus Marcius Turbo, général, proche ami et confident d'Hadrien, et Caius Septicius Clarus. 
L'année de fin de sa préfecture est incertaine. Souvent datée de 119, parfois même d'avant, il est possible que ses successeurs immédiats, notamment Quintus Marcius Turbo, ne soient devenus préfets qu'à partir de 121, 123 voire 125, autant d'années possibles pour la fin de sa préfecture, qui s'étend donc de 112-114 à 118-125.
Il reste en disgrâce durant le règne d'Hadrien, et on ne sait plus rien de lui jusqu'à ce qu'il soit, toujours selon l'Histoire Auguste, accusé et proscrit dans la purge de la fin du règne d'Hadrien,. Cependant, il est possible qu'il soit décédé entre-temps de mort naturelle.